# Diastata tsacasi
Diastata tsacasi är en tvåvingeart som beskrevs av Timothy M. Cogan 1980. Diastata tsacasi ingår i släktet Diastata och familjen sumpskogsflugor. Inga underarter finns listade i Catalogue of Life.